# Karl Mayer (Dichter)

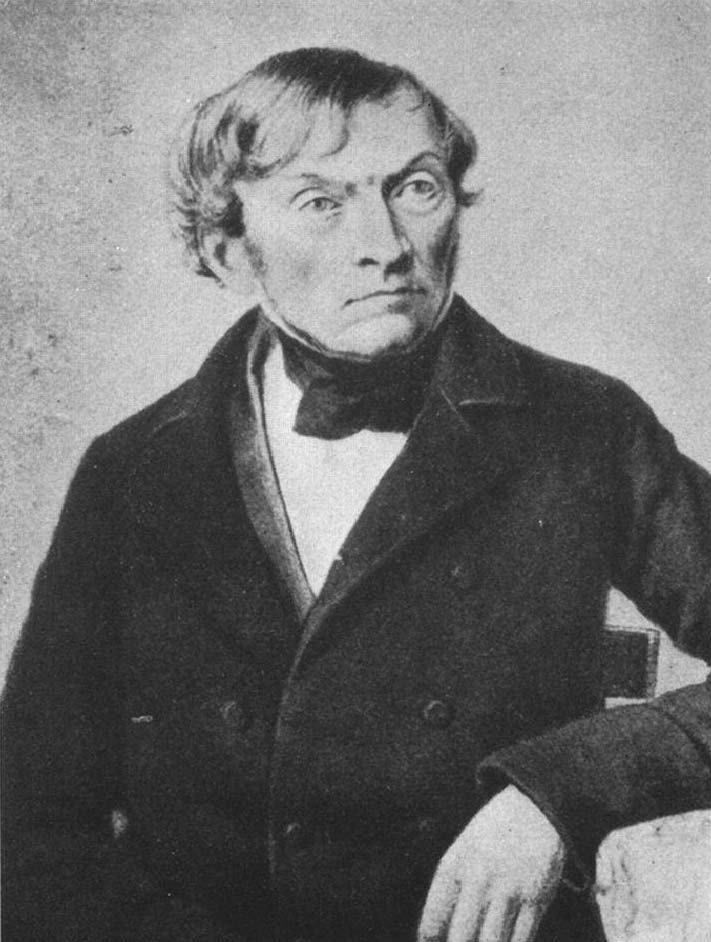
Karl Mayer, Porträtfoto von Friedrich Brandseph

Karl Friedrich Hartmann Mayer (* 22. März 1786 in Bischofsheim; † 25. Februar 1870 in Tübingen) war Jurist und Dichter. Er gehörte zur Schwäbischen Dichterschule, zum Freundeskreis um Justinus Kerner sowie zum Seracher Dichterkreis um den Grafen Alexander von Württemberg. Sein jüngerer Bruder Louis Mayer war Landschaftsmaler.

## Leben
Sein Vater Friedrich Christoph Mayer (1762–1841) war Jurist (ritterschaftlicher Amtmann der Herren von Helmstatt in Bischofsheim), der nach dem Tod seines Dienstherren mit der Familie zum neuen Wirkungsort nach Heilbronn zog und später den Titel eines Hofrats bekam. Seine Mutter war Johanna Friederike Henriette Hartmann (1762–1820). Zu seinen Geschwistern siehe Friedrich Christoph Mayer, Familie.
Während sein Bruder Louis Mayer die Jugend in Heilbronn verbrachte, besuchte Karl Mayer von 1795 bis 1803 das Gymnasium illustre in Stuttgart, wo er im Haus seines Großvaters, des Freimaurers Johann Georg Hartmann, wohnte. Hartmann war derjenige, der Goethe die Stadt Stuttgart gezeigt hatte, als dieser 1779 dorthin kam. Karl Mayer erinnert in seinen Memoiren von 1864 vor allem an den Publizisten und Musiker C. F. D. Schubart, einen Vorläufer Georg Büchners, der nach dem Absitzen einer Haft auf dem Hohenasperg zeitweise bei Großvater Hartmann einzog.

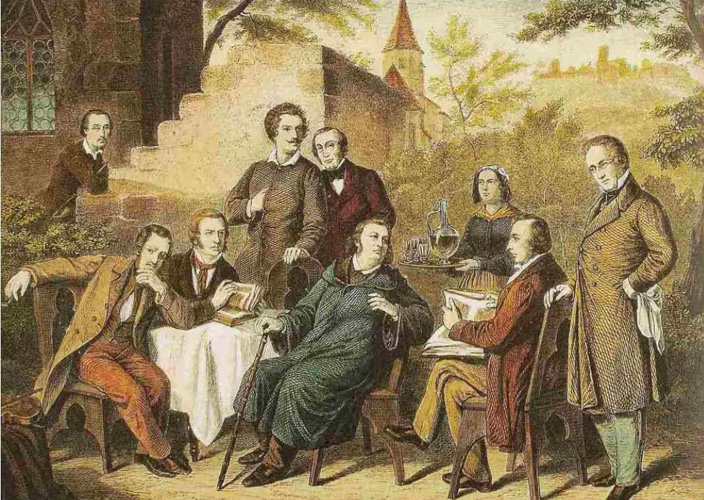
Seracher Dichterkreis im Kernerhaus in Weinsberg. Von links: Theobald Kerner, Nikolaus Lenau, Gustav Schwab, Graf Alexander von Württemberg, Karl Mayer, Justinus Kerner, Friederike Kerner, Ludwig Uhland, Karl August Varnhagen von Ense (kolorierter Stich nach einem Ölgemälde von Heinrich von Rustige)

Ab 1803 begann Mayer sein Studium der Rechte in Tübingen, wo er auch Ludwig Uhland und Justinus Kerner kennenlernte, mit denen er zeitlebens verbunden blieb. Oft begab er sich auf Reisen. Mayer trat später in den Staatsdienst. Von 1809 an war er Advokat in Heilbronn, anschließend Assessor in Esslingen am Neckar. Als 1815 die Einführung der neuen Verfassung debattiert wurde, trat er politisch für die Freidenker ein und wurde 1831 für den Wahlkreis Weinsberg in den Landtag gewählt, bei dem er der liberalen Opposition angehörte. Bei der Wahl 1833 wurde er wiedergewählt, nahm das Mandat aber nicht an, da die Regierung ihm den Urlaub versagte, so dass Heinrich Pfaff in die Abgeordnetenkammer einzog. 1833 erschien auch sein erstes Buch, eine Sammlung Lieder, welches seine Bekanntheit steigerte. Das Buch brachte ihm Lob seiner Kollegen sowie auch Kritik ein. Wolfgang Menzel und Eduard Mörike bewunderten es. Von 1824 bis 1843 war er Oberamtsrichter in Waiblingen.
Der als Dichter längst Vergessene erlebte noch durch Mörikes Gedicht An Karl Mayer und als Hassobjekt von Heinrich Heine Aufmerksamkeit. Dabei war Mayer als Liberaler während der deutschen Revolution von 1848/49 auf Seiten der Revolutionäre, trat für eine Freundschaft mit Frankreich ein und war Gegner der Preußen. Der Demokrat Mayer ging 1848 nach Frankfurt, um seinen Freund Uhland, der auf Seiten der Linken in der Nationalversammlung saß, zu unterstützen. Das nicht erfolgreiche Ende des „Rumpfparlaments“ in Stuttgart und vor allem die folgende „Reaktionszeit“ bedauerte Mayer sehr. Im Anschluss entstanden sogar politische Gedichte, die er aber erst nach einer Amnestie für seinen Sohn 1864 publizierte. Zuletzt war er Oberjustizrat und Ruheständler in Tübingen. Nikolaus Lenau nannte ihn später das „Genie der Freundschaft“.
Mayer hatte 1818 Friederike Drück (1792–1844) geheiratet. Aus der Ehe gingen sieben Kinder hervor, darunter ein Sohn, der ebenfalls Karl Mayer (1819–1889) hieß. Er war ähnlich gesinnt und wurde in den Jahrzehnten nach seiner Rückkehr aus dem Schweizer Exil zu einer Hauptfigur der Württemberger Republikaner (und Mitglied des Reichstages von 1881 bis 1887).

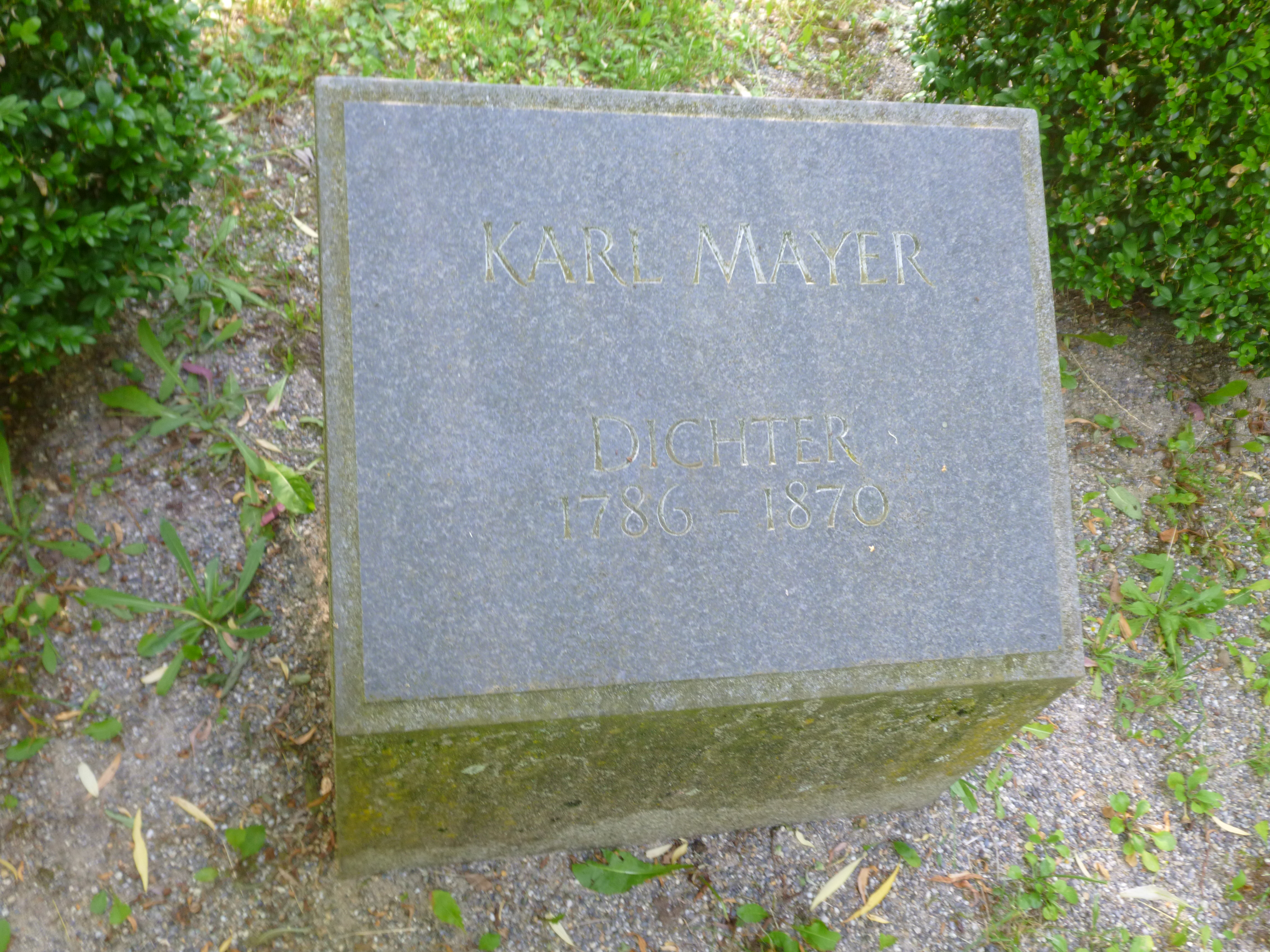
Grab auf dem Stadtfriedhof Tübingen

## Bedeutung
Mayer war ein Meister der Naturlyrik und beschränkte sich weitgehend auf dieses Genre. Zahlreiche Frühlingsgedichte entsprangen seiner Feder.

## Werke
- Karl Mayer: Album schwäbischer Dichter, Band 3: Karl Mayer. Tübingen 1864.
- Karl Mayer: Bilder am Wanderwege. Gedichte. Ausgewählt, eingeleitet und kommentiert von Hans Mattern und Hans Feyrer. Sigmaringen 1993 (Kulturgeschichtliche Miniaturen).